# Trap Danmark
Trap Danmark (oprindeligt kaldet Statistisk-Topografisk Beskrivelse af Kongeriget Danmark) er et værk, der statistisk og topografisk beskriver det danske rige dels som helhed, dels særskilt for de enkelte delområders og steders (tidl. amters, herreders, sognes, købstæders, nu kommuners) vedkommende.
Værket er blevet udgivet i fem udgaver i tidens løb, første gang af J.P. Trap i 1858-60. I 2014 blev der iværksat en 6. udgave af Trap Danmark i en komplet nyskrivning, der udgives i bogform i årene 2016-2021 og fra november 2019 som digitalt univers.

## 1. udgave
J.P.Trap: Statistisk-Topografisk Beskrivelse af Kongeriget Danmark, bind I-V, København 1858-60 (1. udgave) giver en systematisk fremstilling af forholdene.
For købstædernes vedkommende redegøres for:
- antallet af gader og torve,
- antallet af bygninger i og uden for staden,
- assurancesum 1854 (1843),
- byernes matrikulerede jorders areal (i tdr. land) henholdsvis ejet af borgere og udmarksjorder, desuden
- jordernes værdi ansat i tdr, skp, fdk, alb.
- stadens offentlige bygninger (kirker, skoler, råd-, ting- og arresthus, teater, hovedvagt, kommandantbolig, amtmandsbolig, provstebolig, amtsstue, sygehus, toldbygninger, fattighus m.v.),
- for antallet af indbyggere i 1855 og deres leveveje.
- told- og skibsafgifter 1855,
- antallet af hjemmehørende skibe 1854 og deres kommercelæster,
- byens øvrighed, ejendom, offentlige ansatte, borgervæbning og sparekasse.

For landsognenes vedkommende oplyses om:
- areal i tdr. land og værdi i hartkorn,
- skoler, kirker o.lign.,
- hovedgårde og deres jordtilliggende (i tdr hartkorn),
- antallet af indbyggere og deres leveveje i brede vendinger,
- sognets tilhørsforhold i retslig og lægelig henseende.

Oplysningerne var skaffet tilveje dels ved udsendte spørgeskemaer og andre egne indsamlede oplysninger, dels fra offentlige statistikker.
Denne første udgave udmærker sig ved at indeholde en fuldstændig oversigt over alle danske folkeskoler og lærerlønninger.

## 2. udgave
J.P. Trap: Danmark (2. Udgave, udkom 1872-79) giver sogn for sogn og købstad for købstad en redegørelse for de tilstedeværende næringsvirksomheder og offentlige tjenester, herunder:
- styrelser, rådhuse, valgsteder, amtmænd, embedsboliger,
- birkedommer, ting- og arresthuse, retskredse og tingsteder,
- kirker, præstegårde,
- folkeskoler, fri- og privatskoler, højere uddannelsessteder,
- toldsteder,
- postkontorer, jernbanestationer, telegrafstationer,
- hospitaler, sygehuse, fattiggårde, anstalter,
- kroer, gæstgiverier, traktørsteder, bagerier, købmænd,
- læger og lægekredse, apoteker,
- havne, fyrvæsen, lodser, færgerier,
- militære anlæg,
- banker, sparekasser,
- torve, markeder,
- fabriksvirksomheder, teglbrænderier og teglværker,
- vejr-, vand- og dampmøller,
- særegne hjemmesysler og husflid,
- næringsmæssig tilknytning til nærliggende købstad eller anden bebyggelse (forstæder).

Derimod giver værket ikke oplysninger om landsbyhåndværkere eller upriviligerede handlende andet end i undtagelsestilfælde og da kun i brede vendinger. Oftest nævnes landbrug som stedlig hovednæringsvej, undertiden med tilføjelser om fiskeri, søfart og binæringsveje.
Endvidere nævnes større landejendomme og lystgårde men uden nogen klar indbyrdes adskillelse. Visse steder nævnes som yndede udflugtsmål.
For hvert sogn angives en række statistiske oplysninger om areal, bebyggelse, folketal, afgrøder og husdyrhold. Disse oplysninger stammer øjensynligt fra Statistisk Departements undersøgelser.
Trap må som helhed anses for en troværdig kilde og de fleste af de ovenfor angivne emner for fyldestgørende belyst. Derimod må oplysninger om indbyggernes beskæftigelse søges belyst på anden måde. Desuden kan det ikke afvises, at oplysningerne er indsamlede over en årrække.

## 3. udgave
Den tredje udgave udkom 1898-1906 under redaktion af Harald Weitemeyer; for bind 1's vedkommende assisteret af V.A. Falbe-Hansen og Harald Westergaard. Den blev udgivet af G.E.C. Gads Boghandel i 5 bind:
- Bind I: Indledende Beskrivelse af Danmark, Kjøbenhavn og Frederiksberg
- Bind II. Frederiksborg, Kjøbenhavns, Sorø, Holbæk og Præstø Amter
- Bind III: Bornholms, Maribo, Odense og Svendborg Amter
- Bind IV: Hjørring, Thisted, Aalborg, Viborg og Randers Amter
- Bind V: Aarhus, Vejle, Ringkjøbing, Ribe Amter og Færøerne

Værket var inddelt i beskrivelser af amter, købstæder, herreder og sogne samt slotte.
De amtslige oversigtsbeskrivelser omfattede:
- amternes grænser, område og størrelse,
- redegørelse for jordoverfladeforhold,
- oplysninger om arealets anvendelse, herunder landbrugsjordens afgrøder,
- agers og engs samt skovenes skyldsætning i hartkorn og landbrugenes størrelsesfordeling efter hartkorn og vurdering i ejendomsskyld,
- husdyrholdet i landbruget,
- folketallet 1801, 1840, 1880 og 1890,
- befolkningens sysselsætning 1890 fordelt på hovedgrupper,
- amtets finansforhold i hovedtræk,
- amtets forhold til andre administrative inddelinger såsom amtsrådskredse, landstings- og folketingsvalgkredse, *retskredse, lægekredse, udskrivningskredse og skattekredse,
- skovdistrikter.

Beskrivelsen af købstæderne omfattede:
- deres beliggenhed, antal huse,
- købstadsjordens areal og arealanvendelse,
- offentlige bygninger og institutioner såsom kirker, kirkegårde, missionshuse, rådhus, arresthus, folkeskoler, højere skoler, sygehuse og hospitaler, fattiggårde og asyler, alderdomshjem og stiftelser, jernbanestationer og toldkammer,
- indbyggertal 1801, 1840, 1860, 1880 og 1890,
- befolkningens erhvervsfordeling på hovedgrupper 1890,
- skibsfart og antal hjemmehørende skibe ved toldstedet,
- banker og sparekasser,
- fabrikker og industrielle anlæg,
- kreaturforhold,
- stadens øvrighed,
- stadens finansielle forhold,
- kommunale ejendomme,
- banker og sparekasser,
- administrative forhold såsom gejstlig inddeling, valgkreds, lægekreds, udskrivningskreds og eventuel garnison,
- antal ansatte ved toldvæsen, postvæsen, telegrafvæsen, telefonstation,
- forhold vedrørende jernbane,
- historisk oversigt med litteraturhenvisninger,
- eventuel særskilt beskrivelse af kirker, slotte og lignende.

Til købstadsbeskrivelserne hørte kort over staden samt illustrationer af markante bygninger.
Omtalen af herrederne omfattede en kort stedbeskrivelse, arealopgørelse, skyldsætning (henholdsvis ager og engs samt skovenes hartkorn) og folketallet 1801, 1840, 1860, 1880 og 1890.
Sognebeskrivelserne omfattede:
- sognenes grænser, beliggenhed og størrelse, nyere grænseændringer,
- landskabsbeskrivelse,
- folketal 1801, 1840, 1860, 1880 og 1890, hartkorn, ejendomsskyld, jordværdi, arealanvendelse, kreaturhold,
- bebyggelser (landsbyer, fiskerlejer) med angivelse af deres offentlige bygninger, institutioner og virksomheder til dels i lighed med købstadsbeskrivelserne samt sysselsætningsfordelingen 1890 (for sognet som helhed),
- større gårde med hartkorn, ejendomsskyld, jordværdi og arealanvendelse,
- andre særskilte bygninger,
- administrative forhold såsom kommune, tingsted og retskreds, amtsstuedistrikt, lægekreds, valgkredse (landstings- og folketings-valgkreds), udskrivningskreds,
- beskrivelse af kirke, eventuel omtale af andre bygninger,
- omtale af skove,
- omtale af fortidsminder og historiske bygningsværker fx tidligere klostre.

Denne udgave er den første, hvor der på amts-, købstads- og sogneinddeling blev oplyst tal for befolkningens næringsfordeling.

## 4. udgave
J.P. Trap: Danmark, 4 udgave er et værk i elleve bind udgivet 1920-1932. Først udkom bindene om de gamle kongerigske provinser (II-VIII bind, udgivet 1920-1928), dernæst bind I om Danmark henholdsvis København og Frederiksberg (udgivet 1929), så IX bind om de sønderjyske landsdele og Færø Amt (udgivet 1930) og endelig to registerbind (udgivet 1930 og 1932). Hovedredaktøren blev cand.mag. Gunnar Knudsen, og de faste bidragsydere var fagfolk, myndigheder, institutioner og virksomheder, som besvarede henvendelser. Redigeringen skete efter stedtilhørsforhold, hvorefter oplysningerne blev trykt som kortere eller længere artikler efter faste retningslinjer.
Bind 2-8 omfattede de gamle kongerigske provinser indtil 1920, de udgaves først og er ens i opbygning. Denne følger amtsinddelingen og bestod af tre dele: en amtsbeskrivelse, en beskrivelse af købstæderne i amtet og en beskrivelse af sognene ordnede efter herredsinddelingen.
De amtslige oversigtsbeskrivelser omfattede:
- amternes grænser, område og størrelse. I tilknytning hertil et kort i målestoksforholdet 1:320.000 med angivelse af byer (købstæder og landsbyer), af veje og jernbaner med stationer, og af herreds- og sognegrænser,
- redegørelse for geologiske forhold og jordoverfladeforhold,
- oplysninger om arealets anvendelse, herunder landbrugsjordens afgrøder, om sammensætningen af skovenes bevoksning, *landbrugets hartkorn 1905 og landbrugenes størrelsesfordeling efter hartkorn og vurdering i ejendomsskyld,
- husdyrholdet i landbruget 1914 med skøn for senere forhold,
- folketallet 1769, 1801, 1850, 1901 og ved nyeste folketælling (henholdsvis 1916, 1921 og 1925), befolkningstæthed,
- befolkningens sysselsætning 1911 fordelt på 12 indkomstgrupper,
- amtets finansforhold,
- amtets forhold til andre administrative inddelinger så som amtsrådskredse, landstings- og folketingsvalgkredse, stiftsinddeling og provstier, politi- og retskredse, lægekredse, udskrivningskredse og skattekredse,
- kort egnshistorisk oversigt med litteraturhenvisninger,
- oversigt over vigtigste fortidsminder.

Beskrivelsen af købstæderne omfattede:
- deres beliggenhed, antal gader og torve, antal huse,
- købstadsjordens arealanvendelse,
- fremtrædende bygninger,
- brandforsikringssum og ejendomsskyld,
- offentlige bygninger og institutioner såsom kirker, kirkegårde, missionshuse, rådhus, arresthus, folkeskoler, højere skoler, sygehuse og hospitaler, fattiggårde og asyler, alderdomshjem og stiftelser, vandværk, gasværk, elektriciteteværk, eventuelle sporveje, slagtehus, jernbanestationer, posthus, telegrafstation og toldkammer, gamle huse, parker, lystanlæg og mindesmærker,
- indbyggertal 1801, 1850 og 1901 samt ved nyeste folketælling,
- befolkningens erhvervsfordeling på 11 indtægtsgrupper 1911 (for Århus og Horsens tillige 1921),
- skibsfart og antal hjemmehørende skibe ved toldstedet,
- antal markeder,
- fabrikker og industrielle anlæg, stedligt udgivne aviser,
- kreaturforhold,
- stadens øvrighed,
- stadens finansielle forhold,
- kommunale ejendomme,
- Brandvæsen,
- banker og sparekasser med angivelse af kapital, kreditforeninger,
- hoteller,
- beskrivelse af havn og dens udvikling,
- lodseri og færgelav,
- administrative forhold såsom gejstlig inddeling, valgkreds, lægekreds og antal apoteker, skatte- og skyldkreds, udskrivningskreds og eventuel garnison,
- antal ansatte ved toldvæsen, postvæsen, telegrafvæsen, telefonstation,
- forhold vedrørende jernbane,
- historisk oversigt med litteraturhenvisninger,
- eventuel særskilt beskrivelse af kirker, slotte og lignende.

Omtalen af herrederne omfattede en kort stedbeskrivelse, arealopgørelse og folketallets udvikling, gejstlig inddeling, administrationshistorisk baggrund og oversigt over oldtidsminder med litteraturoversigt.
Sognebeskrivelserne omfattede:
- sognenes grænser, beliggenhed og størrelse, herunder nyere grænseændringer,
- landskabsbeskrivelse, herunder større søer, skove, veje og jernbaner,
- folketal, hartkorn, ejendomsskyld, jordværdi, arealanvendelse, kreaturhold,
- byer med angivelse af første kendte udgave af navnet, redegørelse for offentlige bygninger, institutioner og virksomheder i lighed med købstadsbeskrivelserne og i visse tilfælde for folketal og uddrag af sysselsætningsfordelingen 1911 (overalt dog ufuldstændig),
- større gårde med hartkorn, ejendomsskyld, jordværdi og arealanvendelse,
- andre særskilte bygninger,
- administrative forhold såsom kommune, tingsted og retskreds, politikreds, amtsstuedistrikt, lægekreds, skattekreds, skyldkreds, valgkreds, udskrivningskreds og selvstændige institutioner af administrativ betydning,
- beskrivelse af kirke, eventuel omtale af andre bygninger,
- omtale af skove,
- omtale af fortidsminder og mindesmærker,
- omtale af stedfødte, kendte personer.

Bind 9 omfattede dels de sønderjyske landsdele, som blev indlemmet i kongeriget efter folkeafstemningen 1920, dels af Færøerne. Beskrivelsen af Sønderjylland fulgte beskrivelsen af de kongerigske provinser med få undtagelser. Foruden en særskilt indledning er de vigtigste uligheder, at der for hvert sogn foreligger oplysninger om bestanden af frugttræer 1900 og 1913 og oplysninger om rigsdagsvalgene 1871, 1884, 1912, 1920 og 1924 samt udfaldet af folkeafstemningen 1920. Til gengæld savnes oplysninger om befolkningens sysselsætning 1911, da området var under tysk styre. Derimod er medtaget oplysninger om sysselsætningen 1921 fordelt på fem hovedgrupper.
Beskrivelsen af Færøerne følger beskrivelsen af de kongerigske områder de de forskelle, som de stedlige forhold betinger.
Bind 1 omfattede dels en almindelig indledning, dels beskrivelsen af hovedstaden, det vil sige af København og Frederiksberg. Beskrivelsen følger beskrivelsen af købstæderne men er udvidet i visse henseender, således med omtale af forstadsspørgsmålet, beskrivelser af de enkelte bykvarterer og af større færdselsårer og gadepartier. Beskrivelsen af befolkningsforholdene omfatter blandt andet fordeling på trossamfund, og omtalen af sysselsætningsforholdene gælder 1921 og 8 hovedgrupper. Boligforhold omtales særskilt, til gengæld omfatter omtalen af virksomheder kun dem med omkring 100 ansatte eller derover. Endelig omtales handel og søfart særskilt.
Beskrivelsen af de overordnede forhold for hele landet støtter sig i hovedsagen til statistikker og officielle opgørelser men rummer tillige forsøg på redegørelser om baggrunden for og årsager til den stedfundne udvikling.

## 5. udgave
Den femte udgave udkom i 24 bind 1953-1972 og omfattede også Færøerne og Grønland. Omtalen af herregårde og andre store gårde er udvidet med ejerrækker og en del handler med pris, foruden vurderinger. Det giver et værdifuldt supplement til stamtavlerne i Danmarks Adels Aarbog: stamtavlestumper i geografisk sortering, og mange supplementer til hvad hvem har ejet hvornår. Korrektioner til dette materiale: se nedenfor under eksterne links. Materialet er ikke medtaget i 6. udgaven, så for historisk interesserede er det 5. udgaven, der er den mest fyldestgørende.

## 6. udgave
Trap Danmarks 6. udgave blev udgivet fra 2016-2021. 6. udgave er et værk med topografiske og leksikale informationer om Danmark. Bogværket i den 6. udgave udkom på c. 10.000 sider fordelt på 34 bind. I de 31 bind beskrives Danmark kommune for kommune i geologi, geografi, biologi, arkæologi, historie, kultur, kunst, arkitektur samt samfunds- og erhvervsliv. Derudover indgår Trap Danmark Topografisk Atlas og to bind, der beskriver Danmark som helhed. 6. udgave udkommer derudover som digitalt univers på trap.lex.dk. Alle kommuner udkom også som separate kommunebøger umiddelbart efter udgivelse af hvert bind. Ejerrækkerne på store gårde (herunder herregårdene) er ikke med i denne udgave, se 5. udgaven.

### Udgivelser i bogværket
6. udgave af Trap Danmark består af de følgende bind:
- Bind 1: Danmark - natur og landskab
- Bind 2: Danmark - samfund og kultur
- Bind 3: Frederikshavn, Hjørring, Læsø
- Bind 4: Jammerbugt, Thisted, Brønderslev
- Bind 5: Aalborg
- Bind 6: Morsø, Vesthimmerland, Rebild, Mariagerfjord
- Bind 7: Lemvig, Struer, Skive, Holstebro
- Bind 8: Viborg, Ikast-Brande
- Bind 9: Randers, Norddjurs, Syddjurs
- Bind 10: Ringkøbing-Skjern, Herning
- Bind 11: Silkeborg, Favrskov, Skanderborg
- Bind 12: Aarhus
- Bind 13: Horsens, Odder, Samsø, Hedensted
- Bind 14: Varde, Esbjerg, Fanø
- Bind 15: Billund, Vejle, Fredericia
- Bind 16: Vejen, Kolding, Haderslev
- Bind 17: Tønder, Aabenraa, Sønderborg
- Bind 18: Middelfart, Assens, Nordfyn, Kerteminde, Nyborg
- Bind 19: Odense
- Bind 20: Faaborg-Midtfyn, Svendborg, Langeland, Ærø
- Bind 21: Odsherred, Holbæk, Kalundborg
- Bind 22: Roskilde, Lejre, Greve, Solrød
- Bind 23: Slagelse, Næstved
- Bind 24: Sorø, Ringsted, Køge, Faxe, Stevns
- Bind 25: Vordingborg, Lolland, Guldborgsund
- Bind 26: Halsnæs, Gribskov, Helsingør, Fredensborg
- Bind 27: Frederikssund, Hillerød, Allerød, Hørsholm, Rudersdal
- Bind 28: Egedal, Furesø, Ballerup, Herlev, Gladsaxe
- Bind 29: Lyngby-Taarbæk, Gentofte, Frederiksberg
- Bind 30: Høje-Taastrup, Albertslund, Glostrup, Rødovre, Ishøj, Vallensbæk
- Bind 31: Brøndby, Hvidovre, Tårnby, Dragør, Bornholm
- Bind 32: København I
- Bind 33: København II
- Bind 34: Trap Danmark Topografisk Atlas (1. og 2. udgave)
- Bind 35: Trap Færøerne
- Bind 36: Trap Grønland

### Om 3. udgave
- William Scharling (anmeldelse af): J. P. Trap: Kongeriget Danmark. Tredje omarbejdede Udgave. Under Medvirkning af V. FALBE HANSEN og H. WESTERGAARD, af H. WEITEMEYER. — 1ste Binds 1ste Afsnit: Indledende Beskrivelse af Danmark. Redigeret af H. KOFOED og H. WEITEMEYER (Nationaløkonomisk Tidsskrift, 3. række, Bind 12; 1904)

### Om 4. udgave
- Niels Nielsen (anmeldelse af): J. P. Trap: Kongeriget Danmark, 4. udgave; (Geografisk Tidsskrift, Bind 34; 1931)

### Om 5. udgave
- Vagn Dybdahl (anmeldelse af): "J. P. Trap: Danmark. 5. udgave. Frederiksborg amt. 296 s. (Gad, 1953)" (Historie/Jyske Samlinger, Ny række, Bind 2; 1952)
- Vagn Dybdahl (anmeldelse af): "J. P. Trap: Danmark. 5. udg. Holbæk amt. Sorø amt. Præstø amt. (Gad, 1954—55). 3 bd., 296 s., 368 s., 376 s." (Historie/Jyske Samlinger, Ny række, Bind 3; 1954)
- Vagn Dybdahl (anmeldelse af): "J. P. Trap: Danmark. 5. udg. VII, 2. Randers amt. – VIII, 2. Århus amt. Gad, 1963)" (Historie/Jyske Samlinger, Ny række, Bind 6; 1963)
- Aage Houken (anmeldelse): "Bemærkninger til 5. udgave af Trap" (Historie/Jyske Samlinger, Ny række, Bind 8; 1968)
- Steen Thomsen: Trap: Danmark. 5'udg. Bemærkninger til godshistorien. Arkiveret 29. november 2022 hos  Wayback Machine

### Digitalisering

#### 1. Udgave 1858-1860
udgivet af J. P. Trap
Det Kongelige Bibliotek har digitaliseret denne udgave:
- Bind I: Almindelig Deel Arkiveret 4. marts 2016 hos  Wayback Machine
- Bind II: Speciel Deel 1: Den sjællandske Øgruppe. - Speciel Deel 2: Bornholm, den fynske Øgruppe, Lolland og Falster med tilhørende mindre Øer (Maribo Amt) Arkiveret 8. august 2020 hos  Wayback Machine
- Bind III: Speciel Deel 1: Almindelig Oversigt over Nørre-Jylland, Følgende 6 Amter af Nørre-Jylland (Hjørring Amt, Thisted Amt, Aalborg Amt, Viborg Amt, Randers Amt, Aarhus Amt). - Speciel Deel 2: følgende 4 Amter af Nørre-Jylland (Skanderborg Amt, Ringkjøbing Amt, Veile Amt, Ribe Amt  Arkiveret 5. marts 2016 hos  Wayback Machine
- Bind IV: Om Bygningsformerne i Danmark Arkiveret 5. marts 2016 hos  Wayback Machine
- Bind V: Kort og Illustrationer Arkiveret 17. maj 2014 hos  Wayback Machine

Projekt Runeberg har opladet denne udgave:
- Bind I: Almindelig Deel
- Bind II: Speciel Deel 1: Den sjællandske Øgruppe. - Speciel Deel 2: Kjøbenhavn, Frederiksborg Amt, Kjøbenhavns Amt, Holbæk Amt, Sorø Amt, Præstø Amt
- Speciel Deel 2: Bornholm, den fynske Øgruppe, Lolland og Falster med tilhørende mindre Øer (Maribo Amt)
- Speciel Deel. Andet Bind:IFølgende 6 Amter af Nørre-Jylland (Hjørring Amt, Thisted Amt, Aalborg Amt, Viborg Amt, Randers Amt, Aarhus Amt)
- Speciel Deel. Andet Bind:II følgende 4 Amter af Nørre-Jylland (Skanderborg Amt, Ringkjøbing Amt, Veile Amt, Ribe Amt

J.P. Trap: Slesvig 1864 (2 bind) er digitaliseret her:
- J. P. Trap: Slesvig 1864.

#### 2. Udgave 1872-79
udgivet af J. P. Trap
Det Kongelige Bibliotek har digitaliseret denne udgave:
- Bind I: Del 1: Det danske Monarchi. Del 2: Staden Kjøbenhavn Arkiveret 4. marts 2016 hos  Wayback Machine
- Bind II: Del 3: Frederiksborg Amt, Københavns Amt, Holbæk Amt, Sorø Amt, Præstø Amt, Bornholms Amt Arkiveret 5. marts 2016 hos  Wayback Machine
- Bind III: Del 4: Odense Amt, Svendborg Amt, Maribo Amt Arkiveret 5. marts 2016 hos  Wayback Machine
- Bind IV: Del 5: Hjørring Amt, Thisted Amt, Aalborg Amt, Viborg Amt, Randers Amt Arkiveret 4. marts 2016 hos  Wayback Machine
- Bind V: Del 6: Aarhus Amt, Vejle Amt, Ringkøbing Amt, Ribe Amt, Færøerne Arkiveret 17. maj 2014 hos  Wayback Machine

Projekt Runeberg har opladet denne udgave:
- Deel I: Almindelig Deel
- Deel II: Staden Kjøbenhavn
- Deel III: Amterne Frederiksborg, Kjøbenhavn, Holbæk, Sorø og Præstø samt Bornholm
- Deel IV: Amterne Odense, Svendborg og Mariebo
- Deel V: Amterne Hjørring, Thisted, Aalborg, Viborg og Randers
- Deel VI: Amterne Aarhus, Vejle, Ringkjøbing, Ribe og Færøerne. Sted-Register og Supplement

#### 3. Udgave 1898-1906
under redaktion af Harald Weitemeyer:
Det Kongelige Bibliotek har digitaliseret denne udgave:
- Bind I: Indledende Beskrivelse af Danmark, Kjøbenhavn og Frederiksberg Arkiveret 5. marts 2016 hos  Wayback Machine
- Bind II. Frederiksborg, Kjøbenhavns, Sorø, Holbæk og Præstø Amter Arkiveret 5. juni 2016 hos  Wayback Machine
- Bind III: Bornholms, Maribo, Odense og Svendborg Amter Arkiveret 4. marts 2016 hos  Wayback Machine
- Bind IV: Hjørring, Thisted, Aalborg, Viborg og Randers Amter Arkiveret 4. marts 2016 hos  Wayback Machine
- Bind V: Aarhus, Vejle, Ringkjøbing, Ribe Amter og Færøerne Arkiveret 4. marts 2016 hos  Wayback Machine

Internet-Arkive har digitaliseret denne udgave fra Brigham Young University:
- Bind I: Indledende Beskrivelse af Danmark, Kjøbenhavn og Frederiksberg
- Bind II. Frederiksborg, Kjøbenhavns, Sorø, Holbæk og Præstø Amter
- Bind III: Bornholms, Maribo, Odense og Svendborg Amter
- Bind IV-1: Hjørring, Thisted, Aalborg, Viborg og Randers Amter
- Bind IV-2: Hjørring, Thisted, Aalborg, Viborg og Randers Amter
- Bind V: Aarhus, Vejle, Ringkjøbing, Ribe Amter og Færøerne

Projekt Runeberg har digitaliseret denne udgave:
- Bind I: Indledende Beskrivelse af Danmark, Kjøbenhavn og Frederiksberg
- Bind II. Frederiksborg, Kjøbenhavns, Sorø, Holbæk og Præstø Amter
- Bind III: Bornholms, Maribo, Odense og Svendborg Amter
- Bind IV: Hjørring, Thisted, Aalborg, Viborg og Randers Amter
- Bind V: Aarhus, Vejle, Ringkjøbing, Ribe Amter og Færøerne

#### 4. Udgave 1920-32
udgivet af Harald Weitemeyer og Gunnar Knudsen:
Det Kongelige Bibliotek har digitaliseret denne udgave (tilgængeligt fra ultimo 2019):
- Bind I: Indledende Beskrivelse af Danmark. København, Frederiksberg]
- Bind II: Frederiksborg Amt, Københavns Amt, Holbæk Amt]
- Bind III: Sorø Amt, Præstø Amt, Bornholms Amt]
- Bind IV: Maribo Amt, Odense Amt, Svendborg Amt]
- Bind V: Hjøring Amt, Tisted Amt, Aalborg Amt]
- Bind VI: Viborg Amt, Randers Amt]
- Bind VII: Aarhus Amt, Vejle Amt]
- Bind VIII: Ringkøbing Amt, Ribe Amt]
- Bind IX: Haderslev Amt, Tønder Amt, Aabenraa Amt, Sønderborg Amt, Færø Amt]